# 裴炎
裴炎（？—684年），字子隆，绛州闻喜（今山西闻喜县）人，唐朝宰相。出自河东裴氏洗马裴。
其父裴大同。少年時勤奮好學，為弘文生，精於《左氏春秋》、《漢書》，史稱“寡言笑，有奇節”。後明經及第，初仕濮州（山東省鄄城）司倉參軍，历官御史、起居舍人，黄门侍郎。唐高宗调露二年（680年）入相为同中书门下三品。永隆二年（681年），遷侍中，掌門下省。唐中宗即位，遷中書令，後來，因中宗欲任命韋皇后父親韋玄貞為宰相，太后武則天在裴炎支持下廢中宗，改立中宗之弟唐睿宗。
武承嗣请立武氏七庙，裴炎反對，武后不悅而作罷。光宅元年（684年）冬，徐敬業於揚州起兵反武。武則天問策，裴炎主張歸政睿宗，武后大怒。監察御史崔詧言：“炎受顧托、身總大權，聞亂不討，乃請太后歸政，此必有異圖。”下獄，由御史大夫骞味道、侍御史魚承曄審訊，剛烈不屈。十二月被斬於洛陽都亭驛前街，抄家籍沒，查無積蓄。程務挺上書為裴炎辯冤，也以「與裴炎、徐敬業潛相接應」被斬於軍中。
唐睿宗復位時，贈太尉、益州大都督，谥曰忠。
夫人刘氏，刘子将之孙，刘德敏之女。二子：裴懿，太子舍人；裴彥先，太子中舍人。

## 延伸阅读
[在维基数据编辑]
 在维基文库阅读此作者作品
 《舊唐書·卷87》，出自刘昫《舊唐書》
 《新唐書/卷117》，出自《新唐書》